# Murad Musajew
Murad Olegowicz Musajew (ros. Мурад Олегович Мусаев; ur. 10 listopada 1983 w Krasnodarze) – rosyjski trener piłkarski.

## Kariera trenerska
Od początku kariery trenerskiej związany jest z rosyjskim FK Krasnodar.
Zaczynał od prowadzenia drużyn juniorskich i młodzieżowych. Uwagę na siebie, zwrócił prowadząc FK Krasnodar U-19 min. w rozgrywkach Młodzieżowej Ligi Mistrzów.
Od kwietnia 2018 jest trenerem pierwszej drużyny, zastępując na tym stanowisku Igora Szalimowa.
Z powodu nie posiadania licencji UEFA PRO, przez kilka miesięcy, formalnie za trenera pierwszej drużyny uznawano jego asystenta, Olega Fomenkę. Sytuacja ta trwała do 20 czerwca 2020, kiedy to oficjalnie otrzymał licencja.
W kwietniu 2021 został zwolniony z funkcji pierwszego trenera drużyny, po domowej porażce z Achmatem Groznym (0-5).